# 明石家マンション物語
『明石家マンション物語』（あかしやマンションものがたり）は、1999年10月13日から2001年9月26日までフジテレビ系列局で放送されていたバラエティ番組である。放送時間は毎週水曜 22:00 - 22:54 (JST) 。
番組終了から約9年後の2010年8月1日からフジテレビTWOで再放送されている。

## 番組概要
番組名どおり司会は明石家さんまで、内容はさんまが管理人を務めるマンションを舞台にしたシチュエーションコントを中心に、他の様々なコントやコーナー、ゲストを招いたトークなどで構成された。その中で、「ダメダメボーイズ」・「不叶姉妹」などのキャラクターが誕生。好調期には12 - 13%の視聴率を常時キープする安定した人気を獲得した。
典型的な実力主義の番組で、知名度が高くとも笑いの取れない人物の出番が減らされる一方で、逆に知名度が低くても笑いの取れる人物はどんどん出番が増えていった。
2000年10月に番組内容がリニューアルされ、マンションとは関係のないコーナーが増え、2001年10月からは『明石家ウケんねん物語』に改題された。

## 出演者
明石家さんま
マンション「メゾン・ド・ロンリー」の管理人。ほかにも大日本意味なし教教祖「すぎもっちゃん」、サラリーマン杉本、デヴァ夫人（デヴィ夫人のパロディ）、つくし哲也（筑紫哲也のパロディ）などのキャラで出演。
ラサール石井
大日本意味なし教のチクリとして出演。
関根勤
マンションの近所に住んでいる少年として出演。
村上ショージ
当初はダメダメボーイズのみ出演。コントには町会長やイタリア料理店「サビチーノ」のシェフなどのキャラで出演。
今田耕司
当初はマンションの住人という設定しかなかったが、後に小説家という設定を自ら作り上げる。また、ココリコ田中と不叶姉妹（叶姉妹のパロディ）のキャラも演じた。
東野幸治（バッテリー幸治）
番組内で新芸名を募集をし、「今田幸治」、「コージーコーナー」、「トルシエジャパン」、「バッテリー幸治」などが集まり、「バッテリー幸治」に決定した。後に本名名義に戻している。
山口智充（DonDokoDon）
当初はラジオのDJやオープニングのナレーションを担当しており顔は出ていなかった。顔出しするようになってからは外国人のガルシア役として出演。
清水圭
当初はカリスマ刑事役として出演。のちにバーテンダーなど色々な役を転々とすることとなる。1年で降板。
YOU
バッテリー幸治と共に、「ニュースピックアップ」に出演。
ココリコ
田中直樹はマンションの住人役や不叶姉妹。遠藤章造は当初は準カリスマ刑事役、その後は「知んないよガール」（一時期椎名林檎と名乗っていた）「合田」などのキャラものを担当。
温水洋一
さんま扮するスナックのママ・貴子の店のボーイ役。
東京ビンゴビンゴダイナマイトジャパン
「ンバンバ」「ラッタッタ」などのリズミカルなフレーズで場を盛り上げる。1年で降板。
早坂好恵
今井久美子
『カンコンキンシアター』の「スナック未亡人」のママそのままにいつも喪服を着ており、大日本意味無し教信者。その後清水の演じるバーテンと共に店を立ち上げる。
松原智恵子（番組初期のみ）
番組初期におけるレギュラーメンバー。一時期はさんまとの掛け合い等の面白さから、松原のことを「第2の中村玉緒」と呼んでいたこともあった。
ズパエ（セントバーナード）
飼い犬。番組開始当初はまだ子犬であったが、あっという間に成長し巨大化していった。カタカナが書かれたカードをランダムに引いて名前が決められた。最初は「ツカバ」となったが、濁音が入るのはよくないということで再度カードを引くこととなった。結果は濁音と半濁音が入ることとなってしまったが、「エ」が入ったことで女の子の名前になるからと「ズパエ」に決定した。提供読みの時には、松原と、季節に応じた名所や公園を散歩する映像が流れていた。
清水ミチコ
宇田麻衣子（当時フジテレビアナウンサー）
ホンコン（130R）
U-turn（番組最終回がコンビとして最後の仕事。その後解散となり、後番組の「明石家ウケんねん物語」は土田晃之のみ出演）
大部屋コーナーでは土田が冷静なキャラとして発揮し「インターナショナル」と呼ばれ、対馬はオドオドしたキャラクターで「虚弱」の異名を持ち、スベりキャラとしてさんまに弄られたり、スベったネタがカットされワイプで僅か数秒だけしかオンエアさせて貰えないなどぞんざいに扱われる。
ビビる
大木は「テンパり」と弄られ、似たような系統のやるせなすの石井と「劇団あぶら虫」を結成する。
土井よしお（ワンダラーズ）
大部屋コーナーで下ネタを連発。「いぶし銀の下ネタ」のキャッチフレーズがつき、本人も「いぶし銀」と呼ばれるようになる。
海砂利水魚（現・くりぃむしちゅー）
大部屋コーナーで生まれた有田扮する「ニュースマン」というキャラが後々コントでも出演する。上田は大声で有名人の名前を発する似せる気のないモノマネギャグや、自身が得意の松田優作のモノマネ（その際に土田は安岡力也のモノマネもセットで行う。）を披露する。コンビでは土田と当時流行していた三人祭に扮したりしている。
デンジャラス（ダメダメボーイズの第一回のみ出演。テコ入れ後はダメダメボーイズ採用試験として出演）
山本栄治（アンバランス）
やるせなす
大部屋コーナーやコントでは石井は「どうも！石井ちゃんです！」等のギャグを披露するが、緊張して空回りすることが多く「つんのめり」とも呼ばれ、大木と比較されることもある。大木と共にコーナー内で「劇団あぶら虫」を結成。
岡元あつこ
「ダメダメ採用試験」内において、古臭いリアクションを取っていたことから、大部屋コーナーでは「場末の27才」と呼ばれていた。
野仲美貴
「ダメダメ採用試験」内で初登場時に小生意気な芝居で出演者を翻弄し、大部屋コーナーでは「小芝居娘」と異名を貰う。
米倉涼子
中川家
大部屋コーナーでは得意の「サラリーマン」や「阪神の私設応援団」のモノマネで番組を盛り上げる。
折原みか

## 主なコーナー

### コント
番組前半のメインコーナー。マンション「メゾン・ド・ロンリー」を舞台にしたコント。さんま以外にはココリコ、今田、清水圭、山口、東京ビンゴビンゴダイナマイトジャパンなどが出演。ダメダメボーイズ以外のコーナーを担当している出演者はコントにはあまり出演しない。今田と田中はマンションの住人役。遠藤と清水は最初は刑事役だったが、遠藤は「知んないよガール」「合田」などのキャラクターものを担当。清水は色々な役を転々とすることとなる。山口は日本語が喋れない外国人「ガルシア」役。山口はこのコントコーナーに声のみ出演したのを機に頭角を現し、レギュラー出演を獲得した。
この「メゾン・ド・ロンリー」は「心はロンリー気持ちは「…」」という明石家さんま主演の単発ドラマの題名に由来する。

### 沖縄玉やんゲーム
コントに内包されている大喜利コーナー。つまらない答えの場合は噴射機（沖縄らしくハブの形をしていて、「ボトル」と呼んでいた）で顔に粉をかけられてしまう。決まり文句は「すっごいよ～！」。「玉やん」とはさんまが沖縄ロケに行った際のコーディネーターのニックネームであり、「すっごいよ～！」は玉やんの口癖である。

### ダメダメボーイズ
コント中に「ダメ」というセリフが出てくると5人組の「ダメダメボーイズ」が「ダメダメボーイは今日もダメ～」と歌いながら登場し、ゲストのダメな事柄を指摘する。メンバーはさんま、ココリコ、ショージ、清水圭など。「○○しちゃあ、ダメ、ダメ」が決めゼリフ。ダメ出しの途中、ショージが「ええところもありまっせ。」と言いゲストとは全く関係ないことを発し、さんまがツッコミを入れるのが恒例だった。締めは「バイビ～!」と叫び、さんまがショージを叩きながら帰る。そして「今日もダメダメ…」と表示される。
2000年以降からは「(有)ダメダメサービス」という会社内の設定とし、前半部分は「ダメダメボーイズ採用試験」として主に当時の若手お笑いコンビと女性アイドルの毎週3人が出演し、与えられた50音順の行若しくは五文字のお題であいうえお作文を即興で創作するコーナーが設けられた。後に実力があり笑いを取った若手芸人達（中川家、土井よしおなど）のコーナー「大部屋」が作られる。後半部分はゲストが「ダメダメボーイズへの司令」という体でVTR出演で「◯◯というタレントの××の部分がダメなので直接対面して指摘してほしい」という依頼のもと（和田アキ子が出演の回には、「謎のDAME2司令官」として山口智充が出演したが、すぐにさんまに正体をバラされ苦笑してしまう。後に山口は2001年4月からダメダメボーイズに指令を出すロボット「ダメダメロボ.com3」の声でコーナー内に出演する）、指名されたゲストに対してのダメ出しが始まる。
2000年にはヤクルトスワローズファン感謝デーの神宮球場に出現、また2001年のフジテレビ入社式にもサプライズで登場した。さらに、2008年に開催された明石家さんまのコントライブにて、限定的に復活。さんま・ラサール・ショージの3人が当時定年退職でフジテレビを去ること（結果的に2年間延長）となった三宅恵介ディレクターのダメ出しを行った。

### 大日本意味なし教（集会）
第1回の放送から存在するコント。決まり文句は「意味ないじゃ～ん！」。さんまが教祖「すぎもっちゃん」、ラサールが弟子「チクリ」という設定で、世の中にある意味のないものを探していくコーナー。前半は視聴者から送られたハガキをもとに意味のないものを紹介。例「デブの巨乳」「全員強制参加のボランティア活動」「宮川一郎太の『太』」など（番組初期には、ハガキが採用された視聴者に使用済み（という文字がデザインされた）テレフォンカードをプレゼントしていた。当然、テレフォンカードとして使用可能）。後半はゲストを呼んでお布施と称した意味のないものを紹介したあと、悩み相談や、ゲストの持ち歌に合いの手や突っ込みを入れるなどのコーナーがあった。
途中で千秋がすぎもっちゃんのもとへ弟子入りを希望。すぎもっちゃんから認められ「ヨイショ」という名前で数回出演した。所ジョージがこのコーナーのテーマ曲「意味ないじゃん!」「意味のない夏」を作り、CD化もされた（所のアルバム『LIVE 絶滅の危機』に「意味ないじゃん! II」が、『DISH』に「意味のない夏」が収録）。
メゾン・ド・ロンリーの裏に大日本意味なし教本部があるという設定である。
2年目の第45回（2000年10月18日放送）で大日本意味なし教は解散した事になっていた。教祖のすぎもっちゃんは新しい「ジャン」を探す旅に出て、弟子のチクリはインドへ修行すると言って『赤木食堂』（赤木春恵役はラサール石井）で食事をし「意味ないじゃ～ん！」と言った後に消えていった。

### 大部屋→中部屋
「ダメダメ採用試験」内で実力を発揮できた若手芸人やアイドルが大勢控える楽屋（通称・大部屋）にさんまが現れ、芸人たちに様々なお題を振るコーナー。ここで好成績を挙げた者は、番組内のレギュラーポジションに昇格していった（くりぃむ、中川家ら）。後期は当時若手だった女優の米倉涼子もここのコーナーレギュラーで参加している。

### クレーマークレーマー
コーナータイトルの元ネタは、ダスティン・ホフマン主演の映画「クレイマー、クレイマー」。オープニングでも「クレイマー、クレイマー」のテーマ曲が使用されていた。
マンションの近所に住んでいるテレビ好きの少年・つとむくん（関根勤）がテレビ番組の矛盾点にクレームをつけるコーナー。キッチンで料理をするさんま(たいてい料理はフレンチトースト)のところにつとむくんがやって来て「ショック！」と叫び話題を切り出す。つとむくんの指摘に対してさんまが明確な回答を出すと二人で胸に手を当て「なっとく」と締める。最後の指摘はさんまがそのクレーム先（テレビ局）へ電話をかけて、つとむくんへ電話を代わり、つとむくんがモノマネ（ケント・デリカットなど）でクレームをつける（電話のシーンでは実際にテレビ局にかけることはしないが、2回フジテレビの編成に電話をかけたこともある）。後にクレームする際はスーパーマンとケント・デリカットを基にした「ケントマン」の格好をするようになった。またケント・デリカット本人が登場してケントマンになり、つとむくんの代わりに電話をかけたこともある。
つとむくんは少年という設定ではあるが、エロい話題をすることもしばしばあり、さんまから「つとむくん、10歳（11歳）」という突っ込みが入ることがあった。
このコーナーの冒頭でさんまはいつも（元ネタの映画に倣い）フレンチトーストを作っていたが、のちに視聴者から料理を募集するようになった（その内容は大抵さんまに試してもらいたいB級の料理が主になっていた）。
このコーナーでつとむくんが「『ゴールデン洋画劇場』と称しているのに、放送している内容が洋画より邦画が多い」と指摘。それを受けて、同枠が「明石家ウケんねん物語」にリニューアルされた2001年秋に同番組が「ゴールデンシアター」へとリニューアルすることになった。
後に『明石家ウケんねん物語』最終回の最後で登場。つとむくんと二人でメゾン・ド・ロンリーが取り壊され、（住人が家賃不払いで維持できず）ある家の一室で大竹しのぶにクレームをつけながら番組は終了した。

### UNZARI娘。
末期に登場したコーナー。主にコント中に「うんざり」という言葉を発した途端、『黄色いサクランボ』の替え歌に乗って「○○（○○に当てはまる言葉はそれぞれ違う）に、ウンざり、ほらほ〜らウンざり娘なの〜、ウンざり」と歌いながら運去松子（さんま）、 竹子（YOU）、梅子（米倉）の3姉妹が登場する。
ゲストのウンざりするところや、視聴者から葉書で寄せられたウンざりする体験談をもとに歌って踊る。梅子は少しテンションが高くハジケすぎているので、竹子や松子のターゲットになることもしばしばある。
また美輪明宏がウンざり大魔王という立ち位置で、仮装したレギュラー陣のウンざり体験談を審査する、「ウンざり祭り」と称した企画も設けられる。そこで意外にも優勝したのは、最も評価の低かったダメダメボーイNo.7（村上）だった。

### ニュースピックアップアップ
さんま・松原・東野・YOUの4人が夕食を食べている最中にテレビ画面に宇田麻衣子アナウンサーが登場し、話題などを取り上げるコーナー。この番組でのみ使われていた東野の新芸名「バッテリー幸治」は「いろもん」に桂三枝（現・六代目桂文枝）がゲスト出演した際につけたものである。なお、2000年3月、退社直前だった当時フジテレビアナウンサーの八木亜希子がゲストとして急遽このコーナーに出演。さんまはじめ他の出演者は喜んでいたが、普段本コーナーを担当している宇田アナは、「皆さんの態度が私の時と違いすぎる」と嘆く。さんまに「宇田、今日は帰ってええわ！」と言われると、「明石家サンタは八木さんでいいけど、この座だけは譲らない！」と、半泣きで訴えた。
第45回（2000年10月18日放送）から同メンバーとゲスト出演者による「人生のセオリー」にリニューアルした。

### チクリ部屋
スペシャル限定でOPとEDに実施される、チクリ（ラサール石井）の進行のもとに行われるコーナー。レギュラー陣同士が自分の犯したNG・不法行為、素行などを暴露し、かつて「沖縄やん玉ゲーム」で使用されていたシーサーを象った口から粉を噴射する特殊なカメラの前でレギュラー陣に懺悔させる。許しが無ければ噴射機に粉をかけられてしまう。これはかつてさんまやラサール、ショージが出演していたお笑い番組『オレたちひょうきん族』の1コーナー『ひょうきん懺悔室』に類似したものである。
一度だけ、滅多に罰ゲームを受けることがない米倉涼子が粉まみれな姿を見ることができるシーンがある。

## キャラクター
- 明石三四郎（さんま）
  - マンションの管理人。初期は毎回有名人に襲撃されていた（犯人自体は画面には登場せず、劇中ニュース番組で宇田麻衣子アナが名前を挙げるのみ）。最終回では山口がものまねで演じた。
- デヴァ夫人（さんま）
  - デヴィ夫人ことデヴィ・スカルノのパロディ。本人と共演した事もある。
- カリスマ刑事（清水）・準カリスマ刑事（遠藤）
  - 明石が襲撃された事件の捜査のためにマンションに毎週やって来る刑事。遠藤は三田村邦彦に股間を触られたのを機に「オカマに目覚めた」ということで「知んないよガール」にキャラ変えする。
- 知んないよガール（遠藤）
  - 初期は明石を待ち伏せしているただの女性であった。しばらくすると起き上がりこぼしのような姿になりいろいろなリアクション芸をさせられることに。最終的には壁の一部として登場し、女性としての姿はとどめなくなった。BGMは「知んないよ」に因んで椎名林檎『本能』。
- 合田（遠藤）
  - 関係ないのに現れ、「ふん、なにさ!」と捨て台詞を残して去っていく。
- 不叶姉妹（田中、今田）
  - コントだけにとどまらず、カメラマンに加納典明を迎えて写真展も開催。本物の叶姉妹が大日本意味なし教に出演時、共演させてもらえなかった。妹34歳・姉29歳という設定（第52回「2時のウソ」より）。
- ガルシア（山口）
  - 日本語が喋れないという設定だが、ものまねのときは日本語で喋る。2年目からは、片言ながら日本語を話せるようになったという設定に変更。
- イタリア料理店「サビチーノ」のシェフ（村上）
  - 得意の三段オチを次々と披露する。
- 町会長（村上）
- バーテンダー（清水）
- 板前次郎（今田）
- ミスまんぐり返し（今井）
  - 「ミスまんぐり返し」という役を与えられてしまったというエピソードを披露したところ、この番組でも同様の役名を与えられてしまう。
- ダメダメボーイズ（さんま、清水、今田、ココリコ、村上など）
  - ゲストのダメな部分を指摘するために現れる組織。ダメダメガールも存在する。No.1、No.2などのようにナンバリングされているが、途中でナンバーが変わっている隊員もいる。例：No.2の清水が降板後、No.3だった今田がNo.2に変更、など。
- UNZARI娘（さんま、YOU、米倉）
  - ゲストのウンざりする部分を指摘するために現れる3姉妹。
- つくし哲也（さんま）
  - 『News53』のメインキャスター。
- ニュースマン（有田）
  - 大部屋から派生したコントキャラクター。つくし哲也の座を奪おうとしている。
- ニュースマン2号（対馬）
  - 有田が「都合で収録に参加できなくなった」という体で急遽代理を演じたが、最終的に有田に騙され、イジられてしまう。
- ニュースマン3号（土井）
  - あまりの下ネタ攻撃に味方の有田も思わず倒れてしまう。

## エピソード
- 片岡鶴太郎がゲスト出演した際、『オレたちひょうきん族』で一時流行した「アツアツのおでんを鶴太郎に食べさせるギャグ」（鶴太郎は猫舌である）を再現（第23回、2000年4月12日放送）。今田耕司は（『ひょうきん族』を見ていて）「芸能界に入ったら、これをやるのが夢だったんだよな～」と喜んでおでんを食べさせていた。
- 放送当時、同様のバラエティー番組の多くが字幕スーパーやテロップを乱発していたのに対し、同番組は不必要なスーパーを一切流さない体制を貫いた。
- 当時テレビ雑誌では「有名人が集まるマンション」という仮のタイトルで、1999年春まで同局で放送された単発番組『たけし・さんまの有名人の集まる店』をモチーフしたタイトルが書かれていた。また、2002年まで同局の「金曜エンタテイメント」枠で放送された単発ドラマ『心はロンリー気持ちは「…」』をモチーフした「メゾン・ド・ロンリー」、意味深だった「ミッキーはお年頃」など仮タイトルがいくつか候補があった。同番組に登場した貴子ママは2000年10月から登場し、この時からマニアックなネタになっていった。
- 番組開始当初は第二電電（DDI、のちにKDDI）がスポンサーに付いていた。2000年にさんまが日本テレコム（現・ソフトバンク）のコマーシャルに出演し始めてからも番組ではKDDIのコマーシャルが流れるという「ねじれ現象」がしばらく続いていたが、後に番組スポンサーも日本テレコムに交代した。
- 2000年8月23日放送（#43）は番組初の生放送スペシャルだった。つとむ君（関根勤）は「カンコンキンシアター」で不参加。番組終盤のダメダメボーイズでは「七人のしりとり侍」の収録中に乱入した（第九夜「勘兵衛の裏切り」〈2000年9月16日放送〉）。
- 2000年11月26日に放送されたアニメ『こちら葛飾区亀有公園前派出所』「両さん選挙に立つ」にて、「ダメダメボーイズ」「大日本意味なし教」が登場。村上ショージが本人役で声の出演をした。
- 「ダメダメボーイズ」では地方局の圧力[要出典]で一部カットされたバージョンが存在する。2000年にヤクルトスワローズファン感謝デーの際に収録された選手をダメだしするシーン（第53回、2000年12月13日放送の出張ダメダメボーイズ）で、川崎憲次郎投手に「ヤクルトやめちゃダメダメ、中日（ドラゴンズ）行っちゃダメダメ」とダメだししたシーンが、系列局の東海テレビにより一部カットされた。東海テレビが中日ドラゴンズの親会社中日新聞社と資本関係にあったため。
- 「21世紀の石原裕次郎を探せ！」（徳重聡）に対抗して番組内で「21世紀のMr.オクレを探せ！」を募集した。エントリー7名のうちノミネート3名でラブ・ユー・貧乏を再現した。優勝賞品はMr.オクレのサイン入りパネルだった（2000年10月11日放送、第44回）。
- 2001年8月8日は『フジテレビの日&放送88回記念』として『8月8日88回88分生スペシャル』が放送された。
- 第45回放送「ダメダメボーイズ団員募集」のPRビデオは当時放送していた20世紀カップヌードルCMのパロディで『おはよう!ナイスデイ』（1992年9月11日放送）明石家さんま離婚会見とダメダメボーイズのデジタル合成映像を流した（2号・清水圭が持ち込んだ設定。第46回放送以降の「大部屋」に発展した）。

## メインテーマ
- ラデツキー行進曲（ヨハン・シュトラウス1世）

## ネット局
青森テレビ・テレビ山梨・山口朝日放送・テレビ山口以外はフジテレビ系列局。
| 放送対象地域  | 放送局             | 系列                                         | ネット形態 | 備考                        |
| ------------- | ------------------ | -------------------------------------------- | ---------- | --------------------------- |
| 関東広域圏    | フジテレビ         | フジテレビ系列                               | 制作局     |                             |
| 北海道        | 北海道文化放送     | フジテレビ系列                               | 同時ネット |                             |
| 青森県        | 青森テレビ         | TBS系列                                      | 遅れネット |                             |
| 岩手県        | 岩手めんこいテレビ | フジテレビ系列                               | 同時ネット |                             |
| 宮城県        | 仙台放送           | フジテレビ系列                               | 同時ネット |                             |
| 秋田県        | 秋田テレビ         | フジテレビ系列                               | 同時ネット |                             |
| 山形県        | さくらんぼテレビ   | フジテレビ系列                               | 同時ネット |                             |
| 福島県        | 福島テレビ         | フジテレビ系列                               | 同時ネット |                             |
| 新潟県        | 新潟総合テレビ     | フジテレビ系列                               | 同時ネット |                             |
| 長野県        | 長野放送           | フジテレビ系列                               | 同時ネット |                             |
| 山梨県        | テレビ山梨         | TBS系列                                      | 遅れネット |                             |
| 静岡県        | テレビ静岡         | フジテレビ系列                               | 同時ネット |                             |
| 富山県        | 富山テレビ         | フジテレビ系列                               | 同時ネット |                             |
| 石川県        | 石川テレビ         | フジテレビ系列                               | 同時ネット |                             |
| 福井県        | 福井テレビ         | フジテレビ系列                               | 同時ネット |                             |
| 中京広域圏    | 東海テレビ         | フジテレビ系列                               | 同時ネット |                             |
| 近畿広域圏    | 関西テレビ         | フジテレビ系列                               | 同時ネット |                             |
| 島根県 鳥取県 | 山陰中央テレビ     | フジテレビ系列                               | 同時ネット |                             |
| 広島県        | テレビ新広島       | フジテレビ系列                               | 同時ネット |                             |
| 山口県        | 山口朝日放送       | テレビ朝日系列                               | 遅れネット | 2003年10月から2004年9月まで |
| 山口県        | テレビ山口         | TBS系列                                      | 遅れネット | 2005年1月から               |
| 岡山県 香川県 | 岡山放送           | フジテレビ系列                               | 同時ネット |                             |
| 愛媛県        | テレビ愛媛         | フジテレビ系列                               | 同時ネット |                             |
| 高知県        | 高知さんさんテレビ | フジテレビ系列                               | 同時ネット |                             |
| 福岡県        | テレビ西日本       | フジテレビ系列                               | 同時ネット |                             |
| 佐賀県        | サガテレビ         | フジテレビ系列                               | 同時ネット |                             |
| 長崎県        | テレビ長崎         | フジテレビ系列                               | 同時ネット |                             |
| 熊本県        | テレビ熊本         | フジテレビ系列                               | 同時ネット |                             |
| 大分県        | テレビ大分         | 日本テレビ系列 フジテレビ系列                | 遅れネット |                             |
| 宮崎県        | テレビ宮崎         | フジテレビ系列 日本テレビ系列 テレビ朝日系列 | 同時ネット |                             |
| 鹿児島県      | 鹿児島テレビ       | フジテレビ系列                               | 同時ネット |                             |
| 沖縄県        | 沖縄テレビ         | フジテレビ系列                               | 同時ネット |                             |

## スタッフ
- 構成：大岩賞介、詩村博史、高橋秀樹、植竹公和、藤沢めぐみ、下等ひろき〔現：加藤裕己〕、川原慶太郎、三木聡、松井洋介、福原フトシ、石原健次、渡辺鐘、柏木克紀、田中到、福田雄一
- 美術制作：小須田和彦
- デザイン：山本修身、深井誠之
- 美術進行：吉田敬
- 大道具：中山寛之
- 装飾：加川功 → 佐々木伸夫
- 持道具：網野高久 → 山田裕紀
- 衣裳：鋤柄友絵
- メイク：高梨由美子
- かつら：矢津田一寛
- 視覚効果：高橋信一 → 坂井郁美
- 電飾：宇塚敏明
- アクリル装飾：熊谷好恵
- 生花装飾：藤生由紀
- 植木装飾：小田隆文 → 広田明
- 特殊美術：佐藤和良、山根幸彦
- 特殊装置：福田隆正 → 森山武
- タイトル：山形憲一
- 技術：岩沢忠夫
- カメラ：高田治
- 映像：瀧本恵司
- 音声：杉山直樹
- 照明：嶺岸一彦
- CG：中村百合子、岡本英士
- 選曲：玉井実
- 音響効果：大久保吉久
- 編集：今井克彦、瓜田利昭
- MA：石川英男
- 技術協力：ニユーテレス、FLT、D-Craft、IMAGICA、3×7
- 協力：イトキンマキシー館、タチカワブラインド
- ディレクター：三宅恵介／豊島浩行、渡辺琢
- プロデューサー：加茂裕治
- 制作：フジテレビ第二制作部
- 制作著作：フジテレビ